# Ramón Sánchez Pizjuán
 (janvier 2019).
Si vous disposez d'ouvrages ou d'articles de référence ou si vous connaissez des sites web de qualité traitant du thème abordé ici, merci de compléter l'article en donnant les références utiles à sa vérifiabilité et en les liant à la section « Notes et références ».
Ramón Sánchez-Pizjuán Muñoz, né le 21 décembre 1900 à Séville et mort le 28 octobre 1956 dans la même ville, est un avocat espagnol qui a présidé le Séville FC pendant dix-sept ans au cours de deux étapes (1932-1942, puis 1948-1956).

## Biographie
Sous sa présidence, le Séville FC remporte un championnat d'Espagne (saison 1945-1946) et trois Coupes d'Espagne (1935, 1939 et 1948).
Avant sa mort, il projette la construction du stade de Séville qui portera ensuite son nom, le stade Ramón-Sánchez-Pizjuán, inauguré en 1958.